# Spilogona anthrax
Spilogona anthrax este o specie de muște din genul Spilogona, familia Muscidae. A fost descrisă pentru prima dată de Jacques-Marie-Frangile Bigot în anul 1885. Conform Catalogue of Life specia Spilogona anthrax nu are subspecii cunoscute.